# فیلانتوس نیروری
فیلانتوس نیروری (نام علمی: Phyllanthus niruri) نام یک گونه از راسته مالپیگی‌سانان است.